# Ammophila aphrodite
Ammophila aphrodite es una especie de avispa del género Ammophila, familia Sphecidae.

 Fue descrito por primera vez en 1964 por Menke. 
Habita el sudoeste de Estados Unidos.